# Fiumenaro
Fiumenaro (Narasetti di Girgenti o Sciuminaru in siciliano) è una frazione balneare di 129 abitanti del comune di Agrigento, capoluogo dell'omonima provincia.
Sorta alla foce del fiume Naro, si trova vicino i confini dei territori comunali di Agrigento, Favara, Naro e Palma di Montechiaro.
È detta Narasetti di Girgenti (cioè "di Agrigento") per distinguerla da Naresetti Parmisi, contrada di Palma di Montechiaro.
Con il boom edilizio del secolo scorso, Fiumenaro si è ormai fusa alle altre frazioni agrigentine del Cannatello, San Leone e del Villaggio Mosè. 
Inoltre, nelle vicinanze di Fiumenaro ci sono altre frazioni balneari agrigentine come Zingarello, Contrada Drasy e la Riserva naturale di Punta Bianca.